# Acentronura tentaculata
Acentronura tentaculata és una espècie de peix de la família dels singnàtids i de l'ordre dels singnatiformes.

## Morfologia
- Els mascles poden assolir 6,3 cm de longitud total.[1]

## Reproducció
És ovovivípar i el mascle transporta els ous en una bossa ventral, la qual es troba a sota de la cua.

## Hàbitat
És un peix marí de clima tropical i associat als esculls de corall que viu entre 1-20 m de fondària.

## Distribució geogràfica
Es troba des del nord del Mar Roig i Moçambic fins a l'Estret de Torres i Queensland (Austràlia).